# Korniejewo (rejon diemidowski)
Korniejewo (ros. Корнеево) – wieś (ros. деревня, trb. dieriewnia) w zachodniej Rosji, w osiedlu wiejskim Zaborjewskoje rejonu diemidowskiego w obwodzie smoleńskim.

## Geografia
Miejscowość położona jest przy drodze regionalnej 66N-0508 (Zaborje – 66N-0506/Anosinki), 18,5 km od centrum administracyjnego osiedla wiejskiego (Zaborje), 33,5 km od centrum administracyjnego rejonu (Diemidow), 85,5 km od stolicy obwodu (Smoleńsk), 51 km od granicy z Białorusią.
W granicach miejscowości znajduje się ulica Centralnaja (19 posesji).

## Demografia
W 2010 r. miejscowość zamieszkiwało 28 osób.

## Historia
W czasie II wojny światowej od lipca 1941 roku wieś była okupowana przez hitlerowców. Wyzwolenie nastąpiło we wrześniu 1943 roku.
Na mocy uchwały z dnia 28 maja 2015 roku wszystkie miejscowości (w tym Korniejewo) zlikwidowanej jednostki administracyjnej Bakłanowskoje weszły w skład osiedla wiejskiego Zaborjewskoje.